# Pteromonnina fosbergii
Pteromonnina fosbergii là một loài thực vật có hoa trong họ Polygalaceae. Loài này được (Ferreyra) B. Eriksen miêu tả khoa học đầu tiên năm 1993.